# Свеча в гробнице: Коварная нечисть
Свеча в гробнице: Коварная нечисть (кит. 鬼吹灯之精绝古城, англ. Candle in the Tomb) — китайский веб-сериал 2016 года, основанный на первом томе Древний город Цзиньцзюэ (кит. 精绝古城) из цикла романов Ghost Blows Out the Light (кит. «鬼吹灯»), написанного Чжан Муэ. Режиссёр — Кун Шэн, продюсер — Хоу Хунлян. Сюжет повествует о группе кладоискателей, отправляющихся на поиски древних артефактов и сталкивающихся с мистическими опасностями.

## Сюжет
Действие происходит в 80-х годах прошлого века. Бывший солдат Ху Байи приезжает в Пекин к старому другу Ван Кайсюаню, и они начинают зарабатывать на жизнь, перепродавая видеокассеты.
В процессе одного из конфликтов, когда Ху Байи помогает вернуть Ван Кайсюаню кусок нефрита, торговец антиквариатом Золотозуб, заметив у Ху Байи семейную реликвию в виде компаса лопань, который некогда принадлежал клану расхитителей гробниц Моцзинь, предлагает друзьям попробовать себя в роли грабителей могил ради того, чтобы полностью уладить все свои накопившиеся проблемы от ведения малого бизнеса. Им всего лишь нужно отправиться за реликвиями в крепость Гуандун, где похоронен генерал и другие вельможи средневековой династии Цзинь. Также известно, что в этом же месте во время Второй мировой войны японцы руками китайских пленных соорудили гигантские оборонительные сооружения с подземными лабораториями, которые ещё до конца не исследованы.
После первого не особо удачного приключения в крепости Гуандун оба друга-авантюриста по протекции Золотозуба присоединяются к археологической экспедиции. Её организовала американка китайского происхождения Ширли Янг, чтобы отыскать древний город Цзиньцзюэ. Она платит хорошие деньги независимо от того, будет найден этот город или нет, поэтому Ху Байи и не думает отказываться от предложения принять участие в экспедиции на правах знатока учения фэншуй и других древних практик, использовавшихся при строительстве древних гробниц, а Ван Кайсюань нужен ему как незаменимый помощник. Путь обоих друзей вместе с экспедицией лежит через ледники Куньлуня и песчаные бури Чёрной пустыни к затерянным руинам древнего города Цзиньцзюэ, только никто из них не подозревает, насколько коварными будут эти поиски.

## Историческая основа
В фильме и литературном первоисточнике Крепость Гуандун, куда Ху Байи и Ван Кайсюань отправляются в самом начале сериала, имеет исторический прототип: это крепость Хайлар во время японского вторжения в Китай.
Крепость Хайлар была построена в 1934 году. Это самая большая крепость среди 15 военных проектов японской Квантунской армии на северо-востоке. Для создания оборонительной позиции площадью 21 км². были использованы возвышенности вокруг города Хайлар, где построены бункеры и вырыты подземные туннели глубиной 19 метров, в которых хранились продовольствие и артиллерийские снаряды. Это была последняя линия обороны против советских войск. После капитуляции японской армии в 1945 году это место стало исторической достопримечательностью.
В романе Ghost Blows Out the Light и его экранизациях Чёрная пустыня (黑沙漠) с городом Цзиньцзюэ (精绝古城) расположена в пустыне Такла-Макан, в Синьцзян-Уйгурском автономном районе Китая. Затерянный город Цзиньцзюэ вдохновлён реальным историческим государством Цзинцзюэ (精绝国) — древним княжеством, центр которого по археологическим данным соответствует городищу Ния (尼雅), найденному в южной части пустыни Такла-Макан (на языке местных жителей оно известно как Кадота).

## В ролях
- Джин Донг — Ху Байи, бывший солдат, обладающий знаниями о фэншуй и астрологии.
- Джо Чэнь — Ширли Ян, китайская американка, фотограф National Geographic, финансирующая экспедицию.
- Чжао Да — Ван Кайсюань, лучший друг Ху Байи, жадный, но верный товарищ.
- Юэ Ян — Золотозуб, торговец антиквариатом, подтолкнувший героев к гробокопательству.
- Ван Юнцюань — Ань Лиман, проводник в пустыне, знающий её как свои пять пальцев.
- Ян Синьмин — профессор Чэнь, руководитель археологической экспедиции.
- Фэн Хуэй — Хао Айго, профессор археологии, у которого есть сильное стремление находить и защищать исторические реликвии.
- Куан Муйе — Са Дипэн, пылкий студент профессора Чэня, который верит в существование инопланетян.
- Цзинь Цзэхоу — Чу Цзянь, студент археологической группы, ревностный ученик Хао Айго и профессора Чэня.
- Фу Мэй — Е Иксинь, студентка археологической группы, прилежная ученица Хао Айго и профессора Чэня, физически наименее выносливая участница экспедиции.
- Чжан Ишан — Ин Цзы, внучка деревенского старосты, юная охотница, провожатая и спутница Ху Байи и Ван Кайсюаня в крепости Гуандун.

## Рейтинги и отзывы
Сериал выходил на платформе Tencent Video с 19 декабря 2016 года, по три эпизода каждый понедельник в 20:00. Он получил положительные отзывы за захватывающий сюжет, актёрскую игру и верность оригинальному роману. Уже за первый день сериал собрал более 200 миллионов просмотров, а всего набрал свыше 1,6 миллиарда просмотров.
На различных платформах сериал получил положительные отзывы зрителей. Например, на сайте DoramaTV проект имеет рейтинг 4.9 из 5, что свидетельствует о высокой оценке аудитории.

## Награды и номинации
| Год  | Премия                               | Категория                    | Результат |
| ---- | ------------------------------------ | ---------------------------- | --------- |
| 2017 | 2-я премия Golden Guduo Media Awards | самый влиятельный веб-сериал | победа    |
| 2017 | 2-я премия Golden Guduo Media Awards | лучший режиссёр              | Кон Шэн   |
| 2017 | 2-й Asia New Media Film Festival     | гран-при жюри                | победа    |
| 2017 | 2-й Asia New Media Film Festival     | самый популярный веб-сериал  | победа    |